# Camerata (politica)
Camerata è un sinonimo di  compagno d'arme, ed è un appellativo di antico uso nella lingua italiana per indicare il mutuo legame (cameratismo) di soggetti i quali condividano lo stare insieme, l'abitare e il dormire insieme, con tipico richiamo alle "camerate", gli spazi abitativi comuni nel gergo militare, con riferimento, quindi, a una lotta comune.

## Accezione politica
In Italia ed in Germania è conosciuto per essere in uso soprattutto negli ambienti politici di destra ed estrema destra. Gli appellativi camerata e camerati furono usati, infatti, durante l'epoca fascista dagli aderenti al Partito Nazionale Fascista e durante l'epoca nazionalsocialista dagli aderenti al NSDAP (in tedesco Kamerad/Kameraden). Lo Statuto del PNF del 1926 vide la sostituzione, rispetto al precedente, dei termini "soci" e "iscritti" con "camerati" e "fascisti".
Nel resto del mondo, invece, il termine non ha assunto questa peculiare connotazione politica di parte e non è divenuto, quindi, appannaggio esclusivo della destra ed è solito essere utilizzato anche da altre opposte correnti politiche che si rifanno al concetto di una lotta condivisa (soprattutto comunisti e appartenenti alla sinistra radicale).